# Astronomía visible

Un diagrama del espectro electromagnético con la transmitancia (u opacidad) atmosférica de la Tierra y los tipos de telescopios utilizados para tomar imágenes de partes del espectro.

La astronomía de luz visible abarca una amplia variedad de observaciones a través de telescopios que son sensibles en el rango de la luz visible (telescopios ópticos). La astronomía de luz visible forma parte de la astronomía óptica y se diferencia de las astronomías basadas en tipos de luz invisibles en el espectro de radiación electromagnética, como las ondas de radio, las ondas infrarrojas, las ondas ultravioletas, las ondas de rayos X y las ondas de rayos gamma. La luz visible tiene una longitud de onda de 380 a 750 nanómetros.
La astronomía de luz visible ha existido desde que la gente ha estado mirando al cielo nocturno, aunque desde entonces ha mejorado su capacidad de observación desde la invención del telescopio, que se atribuye comúnmente a Hans Lippershey, un creador de espectáculos germano-neerlandés, aunque Galileo desempeñó un gran papel en el desarrollo y la creación de los telescopios. La astronomía de luz visible continúa mejorando en la actualidad, con proyectos como el Telescopio James Webb que se proyecta lanzar en los próximos años.
Dado que la astronomía de luz visible está restringida sólo a la luz visible, no se necesita ningún equipo para la simple observación de las estrellas. Esto significa que es el tipo de astronomía más comúnmente participado, así como el más antiguo.

## Historia

### Comienzos
Antes de la llegada de los telescopios, la astronomía se limitaba únicamente a la visión sin ayuda. Los humanos han observado las estrellas y otros objetos en el cielo nocturno durante miles de años, como es evidente en la denominación de muchas constelaciones, en particular los nombres mayormente griegos utilizados hoy en día.
A Hans Lippershey, un creador de espectáculos germano-neerlandés, se le atribuye comúnmente el haber sido el primero en inventar el telescopio óptico. Lippershey es la primera persona registrada que solicitó una patente para un telescopio; sin embargo, no está claro si Lippershey fue el primero en construir un telescopio. Basándose sólo en las inciertas descripciones del telescopio para el que Lippershey intentó obtener una patente, Galileo Galilei fabricó un telescopio con un aumento de aproximadamente 3× en el año siguiente. Más tarde Galileo hizo versiones mejoradas con hasta 30× de aumento. Con un telescopio de Galileo, el observador podía ver imágenes ampliadas y verticales en la Tierra; era lo que comúnmente se conoce como un telescopio terrestre o un catalejo. Galileo también lo usaría para observar el cielo, y durante un tiempo fue uno de los que podía construir telescopios lo suficientemente buenos para ese propósito. El 25 de agosto de 1609, Galileo mostró a los legisladores venecianos uno de sus primeros telescopios, con un aumento de hasta 8 o 9. Los telescopios de Galileo también fueron una actividad secundaria rentable, vendiéndolos a los comerciantes que los encontraban útiles tanto en el mar como para usarlos como mercancías. Publicó sus primeras observaciones astronómicas telescópicas en marzo de 1610 en un breve tratado titulado Sidereus Nuncius (Mensajero Estrellado).

### Hoy en día
En la actualidad, la astronomía a la luz visible todavía es practicada por muchos astrónomos aficionados, especialmente porque los telescopios están mucho más disponibles para el público, en comparación con cuando se inventaron por primera vez. Las agencias gubernamentales, como la NASA, están muy involucradas en la investigación y observación de los objetos visibles y cuerpos celestes. En la actualidad, las imágenes y los datos de mayor calidad se obtienen a través de los telescopios espaciales; telescopios que están fuera de la atmósfera de la Tierra. Esto permite realizar observaciones mucho más claras, ya que la atmósfera no perturba la calidad de la imagen y de la visión del telescopio, lo que significa que los objetos pueden observarse con mucho más detalle, y que pueden observarse objetos mucho más distantes o con poca luz. Además, esto significa que las observaciones pueden hacerse en cualquier momento, en lugar de sólo durante la noche.

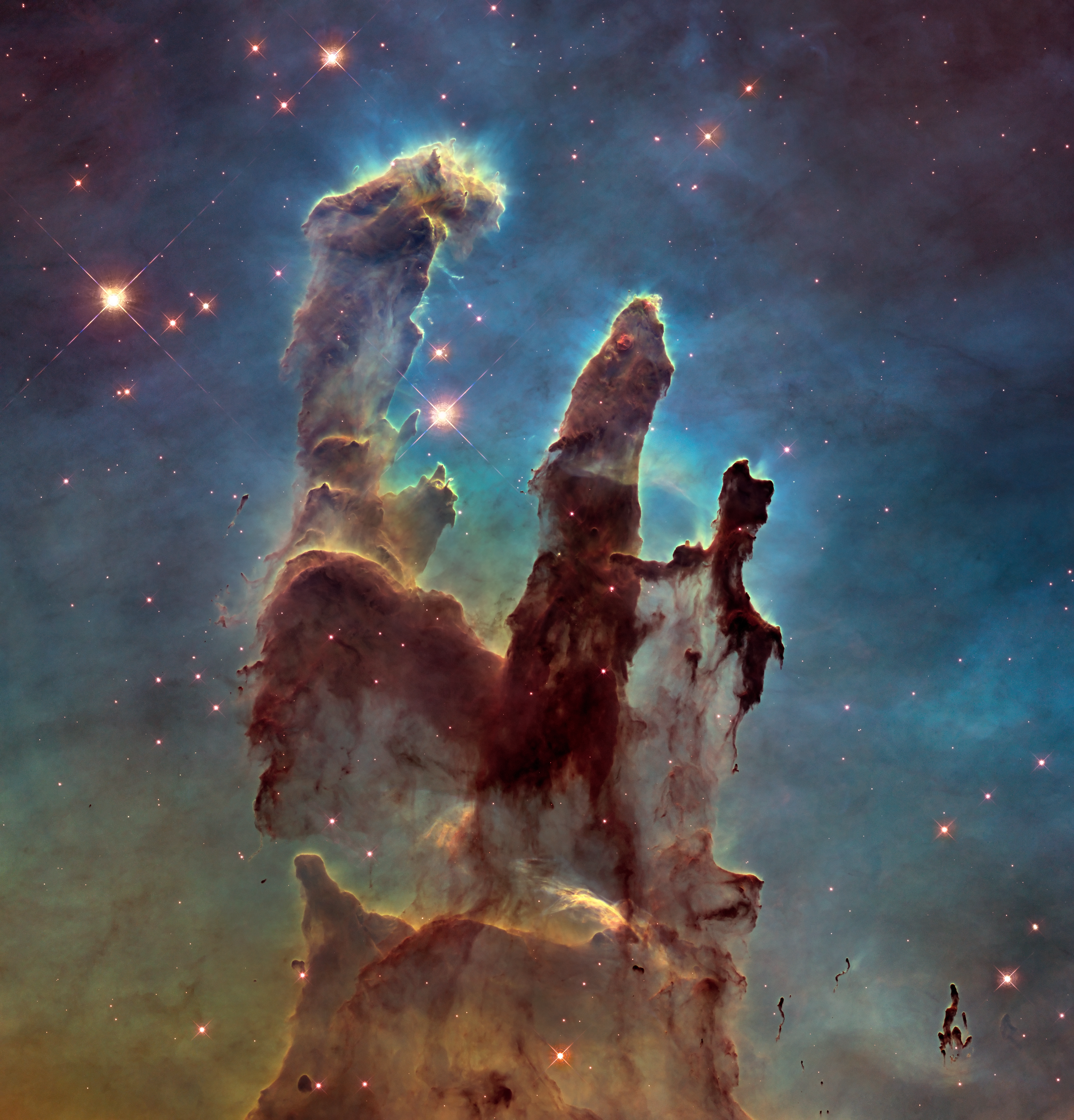
Una de las imágenes más famosas del Hubble, Pilares de la Creación, muestra estrellas formándose en la Nebulosa del Águila (imagen de 2014).

#### Telescopio espacial Hubble
Artículo principal: Telescopio espacial Hubble
El Telescopio espacial Hubble es un telescopio espacial creado por la NASA, y fue lanzado a la órbita baja de la Tierra en 1990. Todavía está en funcionamiento hoy en día. Los cuatro instrumentos principales del Telescopio Espacial Hubble observan en los espectros ultravioleta cercano, visible e infrarrojo cercano. Las imágenes del Hubble son algunas de las imágenes más detalladas jamás tomadas, lo que ha llevado a muchos avances en la astrofísica, como la determinación precisa de la tasa de expansión del universo.

#### Telescopio espacial James Webb
Artículo principal: Telescopio espacial James Webb
El Telescopio Espacial James Webb es el sucesor formal del Telescopio Espacial Hubble. Su lanzamiento está programado para el 30 de marzo de 2021, y es "una de las misiones más ambiciosas y técnicamente complejas en las que la NASA ha puesto su atención" El Telescopio Espacial James Webb es un telescopio espacial, y está programado para orbitar cerca del segundo punto de Lagrange del sistema Tierra-Sol, a 1.500.000 km de la Tierra.

## Telescopios ópticos
Artículo principal: Telescopio óptico
Hay tres tipos principales de telescopios usados en la astronomía de luz visible:
- Telescopios de refracción, que usan lentes para formar la imagen. Comúnmente utilizados por los astrónomos aficionados, especialmente para ver objetos más brillantes como la Luna, y los planetas, debido a su menor costo y facilidad de uso.
- Telescopios de reflexión, que usan espejos para formar la imagen. Comúnmente usados para propósitos científicos.
- Telescopios catadióptricos, que utilizan una combinación de lentes y espejos para formar la imagen; esencialmente una combinación de telescopios refractores y reflectantes.

Cada tipo de telescopio sufre diferentes tipos de aberración; los telescopios de refracción tienen aberración cromática, lo que hace que se muestren colores en los bordes que separan las partes claras y oscuras de la imagen, donde no debería haber tales colores. Esto se debe a que la lente no puede enfocar todos los colores al mismo punto de convergencia. Los telescopios de reflexión sufren varios tipos de inexactitudes ópticas, como aberraciones fuera del eje cerca de los bordes del campo de visión. Los telescopios catadióptricos varían en los tipos de inexactitudes ópticas presentes, ya que hay numerosos diseños.

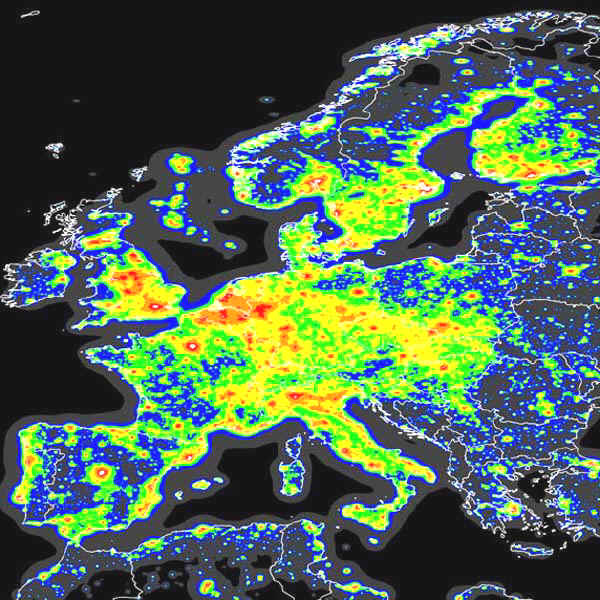
Mapa de la contaminación lumínica en Europa

## Efecto de la luz ambiental
La visibilidad de los objetos celestes en el cielo nocturno se ve afectada por la contaminación lumínica, ya que la presencia de la Luna en el cielo nocturno ha obstaculizado históricamente la observación astronómica al aumentar la cantidad de luz ambiental. Sin embargo, con la llegada de las fuentes de luz artificial, la contaminación lumínica ha sido un problema creciente para la observación del cielo nocturno. Los filtros especiales y las modificaciones de las lámparas pueden ayudar a aliviar este problema, pero para obtener las mejores vistas, tanto los astrónomos ópticos profesionales como los aficionados buscan lugares de observación situados lejos de las principales zonas urbanas. Para evitar la contaminación lumínica del cielo de la Tierra, entre otras razones, muchos telescopios se colocan fuera de la atmósfera terrestre, donde no sólo se minimiza la contaminación lumínica, sino también la distorsión y el oscurecimiento de la atmósfera.

## Objetos comúnmente observados
Los objetos más comúnmente observados tienden a ser aquellos que no requieren de un telescopio para ser vistos, como la Luna, meteoros, planetas, constelaciones y estrellas.
La Luna es un objeto astronómico muy comúnmente observado, especialmente por los astrónomos aficionados y los observadores del cielo. Esto se debe a varias razones: la Luna es el objeto más brillante del cielo nocturno, la Luna es el objeto más grande en el cielo nocturno, y la Luna ha sido por mucho tiempo significativa en muchas culturas, como la base de muchos calendarios. La Luna tampoco requiere ningún tipo de telescopio o binoculares para ver eficazmente, lo que hace que sea extremadamente conveniente y común para la gente observar.
Los meteoros, a menudo llamados "estrellas fugaces" también se observan comúnmente. Las lluvias de meteoros, como las Perséidas y las Leónidas, hacen que la observación de los meteoros sea mucho más fácil, ya que una multitud de meteoros son visibles en un período de tiempo relativamente corto.
Los planetas se observan normalmente con la ayuda de un telescopio o unos prismáticos. Venus es probablemente el planeta más fácil de observar sin la ayuda de ningún instrumento, ya que es muy brillante, e incluso puede ser visto a la luz del día. Sin embargo, Marte, Júpiter y Saturno también pueden ser vistos sin la ayuda de telescopios o binoculares.
Las constelaciones y las estrellas también se observan a menudo, y han sido utilizadas en el pasado para la navegación, especialmente por los barcos en el mar. Una de las constelaciones más reconocibles es el Carro Mayor, que forma parte de la constelación de la Osa Mayor. Las constelaciones también sirven para ayudar a describir la ubicación de otros objetos en el cielo.